# Jacques van de Coutere

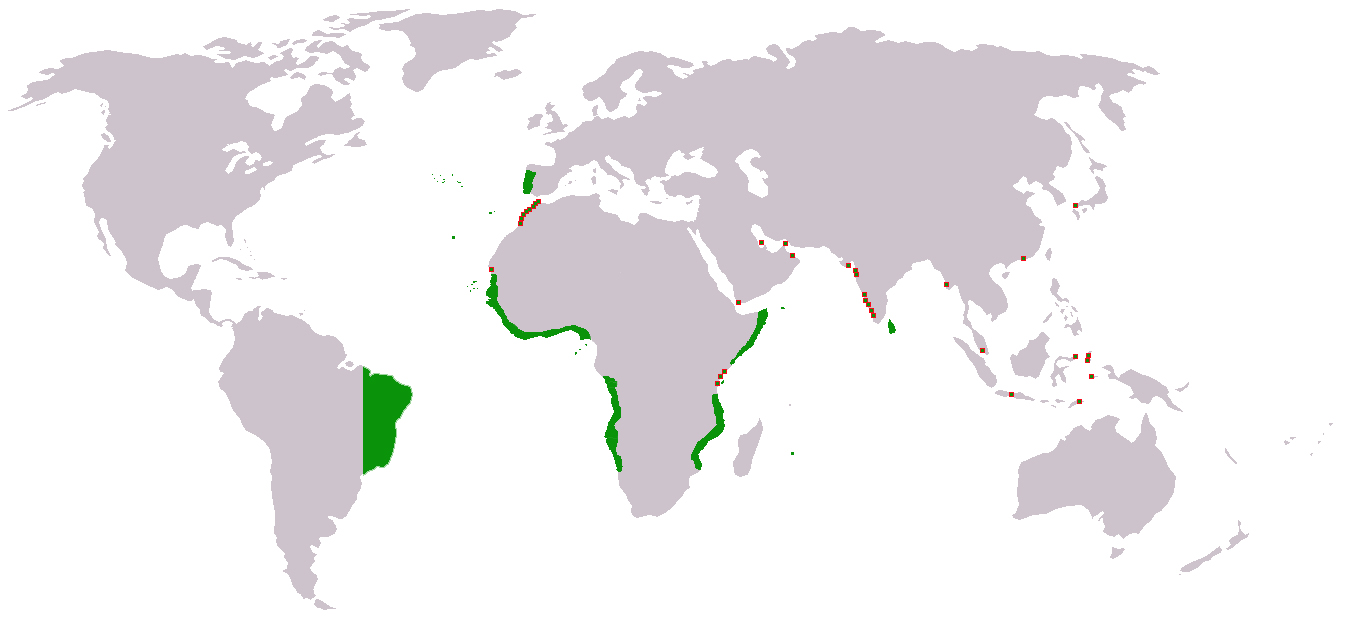
Portugese handelsposten in Indië en Zuidoost-Azië (rode bollen)

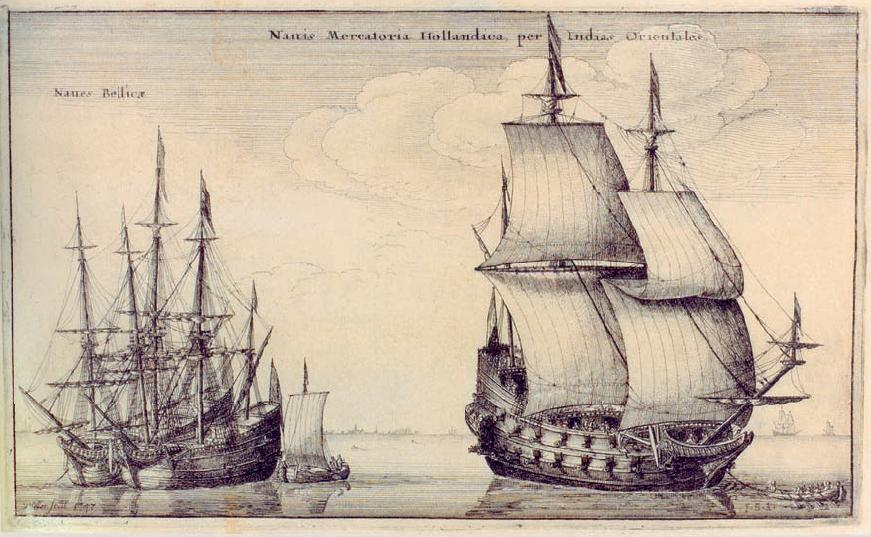
De komst van de Vereenigde Oostindische Compagnie betekende aanzienlijk commercieel verlies voor de Portugezen.

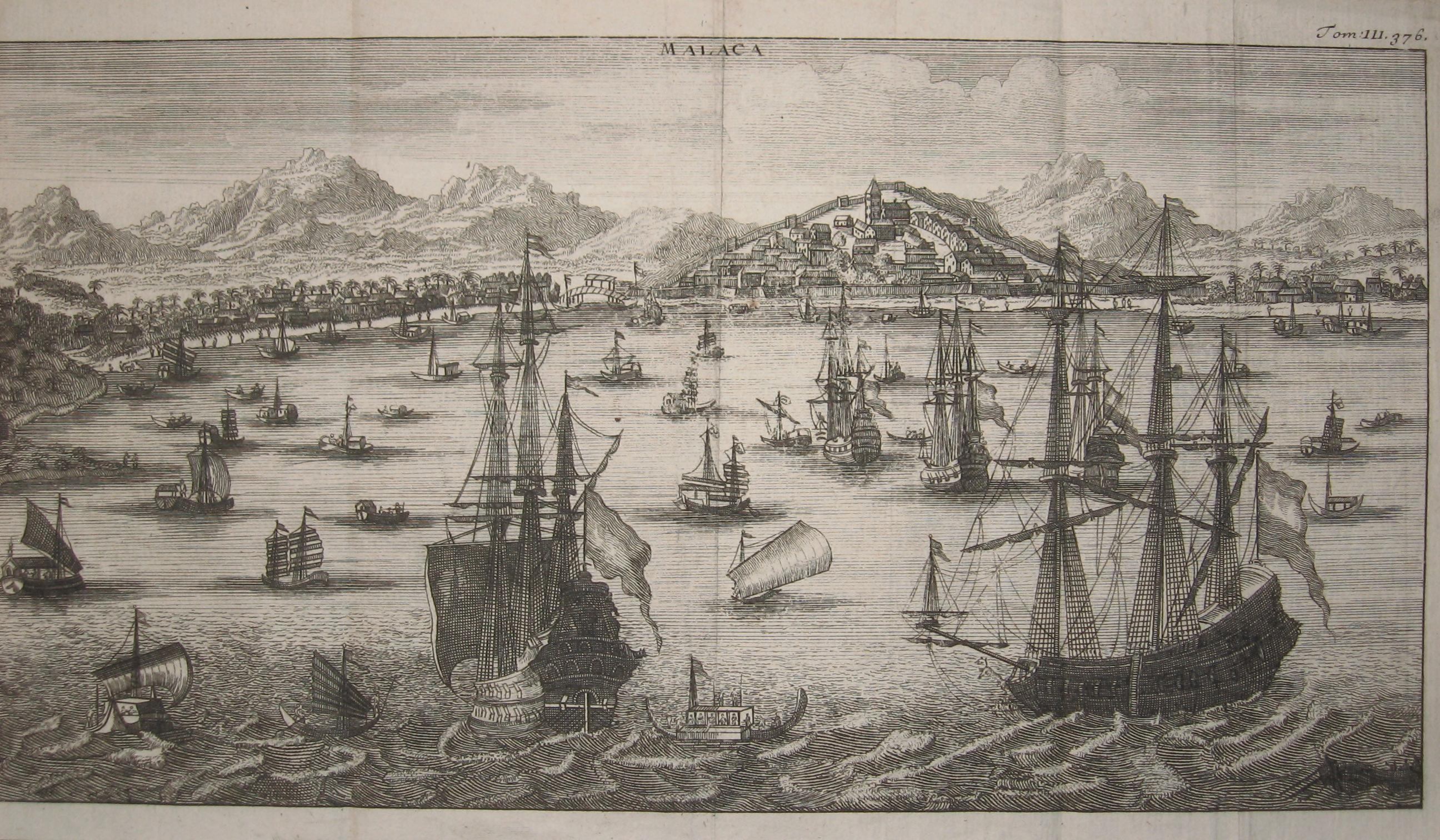
Nederlandse handelsschepen in Malacca, voorheen Portugees.

Jacques van de Coutere of van de Koutere (Brugge, circa 1572 – Zaragoza, juli 1640) was een Zuid-Nederlandse handelaar in diamanten en in dienst van de Portugese marine. De Portugezen verloren in deze periode belangrijke handelsposten in Zuidoost-Azië omwille van de steeds machtiger Vereenigde Oost-Indische Compagnie van de Republiek der Verenigde Provinciën. Vande Coutere beleefde dit alles aan Portugese kant.

## Levensloop

### Spaanse Nederlanden
Van de Coutere groeide op in Brugge, in de Spaanse Nederlanden, ten tijde van de Tachtigjarige Oorlog. Vermoedelijk werd hij geboren in het jaar 1572. Hij was een zoon van Jakob vande Koutere, bezemmaker, en zijn vrouw Anna van Hove. Van de Coutere ontvluchtte het graafschap Vlaanderen omwille van het oorlogsleed. Hij trok naar zijn oudere broer Joseph in Lissabon (1591). 

### Portugees Indië en Oost-Indië
In Lissabon scheepten beide broers in als soldaten van de Portugese marine (1592); het was de marine die de koopvaardijvloot beveiligde in de handelsposten in Indië en verder in Oost-Indië. Spanje en Portugal waren tijdens het leven van van de Coutere verenigd onder één kroon. Nochtans hadden beide landen hun marine en instellingen bewaard. De broers van de Coutere hadden, voor inscheping, het beroep geleerd van diamantslijper en van diamanthandelaar. Broer Joseph verbleef continu in de Portugese kolonie Goa. Goa in Indië was het handelsknooppunt van de Portugezen in Oost-Indië. Jacques van de Coutere daarentegen had geen vaste stek. Hij verbleef wisselend in Goa, Malacca, Manilla of andere Portugese handelsposten. Hij trok voortdurend mee met de marine doorheen Zuidoost-Azië. Hij bezocht onder meer de sultanaten van Johore en van Pahang in Maleisië, alsook Noord-Borneo. Hij was een van de eersten uit de Nederlanden die de koning van Siam bezocht.
Naast zijn taken bij de marine, legde van de Coutere zich volledig toe op de diamanthandel. Dit leek goed te lukken vanaf 1603. Hij betrok diamanten vanuit het koninkrijk Bijapur. In Pattani kwam hij in conflict met 2 kapiteins van de Vereenigde Oostindische Compagnie, die er peper kwamen opladen.

### Piraten van Tunis
In 1606 reisde hij over land via Bagdad en Aleppo, door het Ottomaanse Rijk, naar Lissabon. Hij deed dit als koerier voor de Spaans-Portugese koning. Hij scheepte in het oosten van de Middellandse Zee. Piraten namen hem gevangen. Ze smeten hem in een gevangenis voor te verkopen galeislaven in Tunis. Van de Coutere werd vrijgekocht, dankzij Franse steun. Eenmaal in Lissabon en zijn zending volbracht, scheepte hij opnieuw in in de haven van Lissabon. 

### Portugees Indië en Oost-Indië

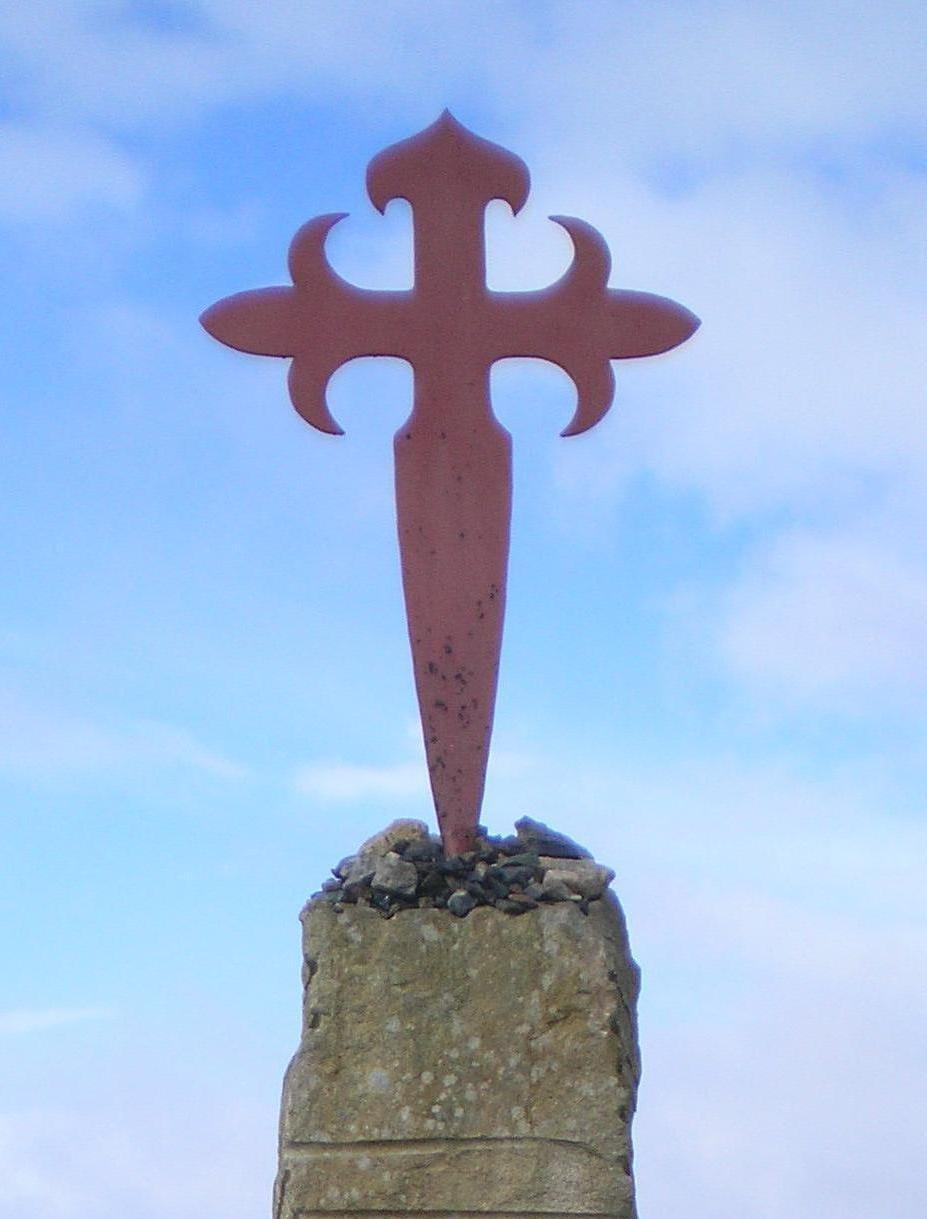
Het kruis van de Orde van Sint-Jacob van het Zwaard in Spanje.

Hij reisde opnieuw naar Portugees Indië. Ondertussen kreeg zijn broer Joseph moeilijkheden met de gouverneur in Goa. Joseph was al jaren tolk voor gevangen genomen Nederlanders die moesten verschijnen voor de krijgsraad. Joseph vertaalde voor de Nederlandse gevangenen in Goa. Jacques van de Coutere vermeed Goa toen hij van de problemen van zijn broer hoorde. Hij smeet zich opnieuw in zijn diamanthandel in Zuidoost-Azië. Hij vond bij Indische vorsten nieuwe afnemers van diamanten. Toen van de Coutere dan toch eens in Goa een bezoek bracht aan zijn broer Joseph, arresteerde de Portugezen beide Bruggelingen. Zij werden beschuldigd van samenzwering met de Hollanders. De Portugezen versleepten de gevangen broers vervolgens naar Lissabon, waar ze enkele jaren vast zaten. 

### Madrid

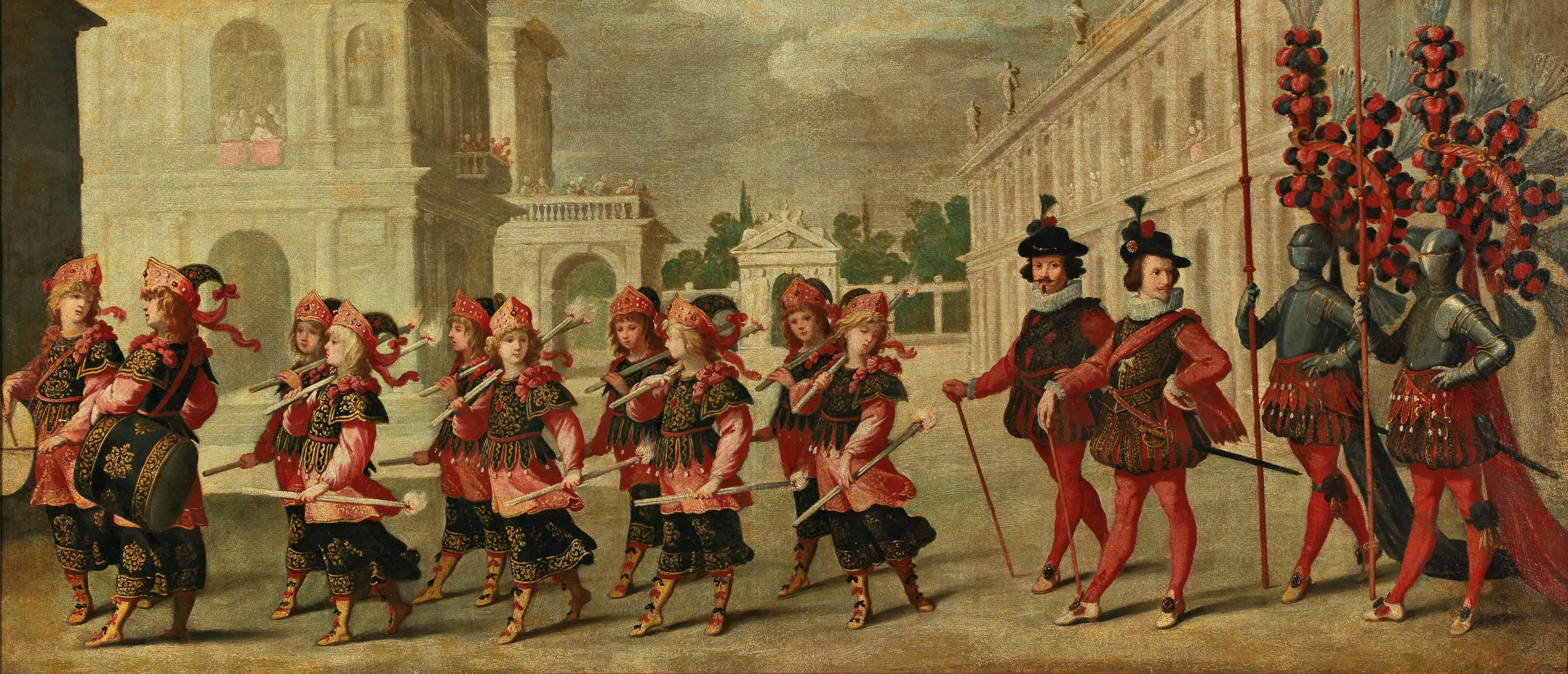
Optocht van ridders van de orde van Sint-Jacob van het Zwaard

Uiteindelijk bemiddelde het Spaanse hof en kwamen zij beiden vrij. Van de Coutere trad toe tot de koloniale administratie in Madrid. Hij berichtte gouverneurs in Indië hoe ze het best de Vereenigde Oostindische Compangie konden wegjagen. In zijn memoires legde van de Coutere uit dat de Nederlanders steeds voor vaste prijzen gingen bij de Aziatische handelaars; de Portugezen waren soepelder wat prijzen betrof, omdat zij kost wat kost hun handelsmonopolie wilden behouden. De memoires van van de Coutere zijn gebundeld onder de titel Vida de Jacques de Coutre, natural de la ciudad de Bruges, puesto en la forme que esta, por su hijo don Estevan de Coutre. Het gaat om een verhalenboek bestemd voor zijn zoon of door zijn zoon, geschreven in de jaren 1623-1628. Het manuscript is bewaard in de Nationale Bibliotheek van Madrid en kent een Engelse en een Nederlandse vertaling. Van de Coutere beschrijft er diamantmijnen, Indische vorsten en populaire tradities in het Verre Oosten. Soms heeft het verhaal een grappig-avontuurlijke noot. 
Van de Coutere werd geridderd in de Orde van Sint-Jacob van het Zwaard en wel aan de Spaanse kant. Van de Portugezen kreeg hij geen onderscheiding want ze beschouwden de Bruggeling als iemand die met de Hollanders samenspande. Ook de zoon van van de Coutere ontving dezelfde ridderorde.
De Portugezen verloren in deze periode belangrijk terrein in Zuidoost-Azië ten voordele van de Vereenigde Oost-Indische Compagnie. Van de Coutere stierf tijdens een reis van het Spaanse hof in Zaragoza (1640), ten tijde van de Catalaanse opstand.